# Eduard Schiemann
Eduard Schiemann (russisch Эдуард Густавович Шиман; * 14. Mai 1885 in Saratow; † 16. März 1942 in der Sowjetunion) war ein deutsch-russischer Graphiker, Maler und Übersetzer.

## Leben
Schiemann absolvierte seine Ausbildung zum Maler und Grafiker zunächst in Karlsruhe, ab Februar 1906 dann in München. 1908 machte er die Bekanntschaft mit Franziska Gräfin zu Reventlow. Er gehörte zum Kreis des Psychoanalytikers Otto Gross und der von Erich Mühsam 1909 gegründeten Gruppe „Tat“. 1911 entwarf er einen Einband des Almanachs „Der Blaue Reiter“, der aber von Franz Marc abgelehnt wurde. Ab 1913 übersetzte er russische Literatur ins Deutsche.
Schiemann war in erster Ehe mit Elsa Specht verheiratet, der Schwester der Pädagogin Minna Specht. Am 1. September 1916 wurde sein Sohn, der spätere Wissenschaftsjournalist Heinrich Schiemann, geboren.
Später war Schiemann in Moskau Leiter einer Zeichenschule für Kinder des Eisenbahner-Rajons. Er machte Bekanntschaft von Wassily Kandinsky, Wladimir Majakowski, Boris Pasternak und Wiktor Schklowski. Im November/Dezember 1917 beteiligte er sich an einer Ausstellung der Gruppe „Karo-Bube“ (Bubnowy Walet). 1920 trat er dem Berufsverband Bildender Künstler bei und lernte Elena Liessner kennen. Er fertigte Linolschnitte nach Zeichnungen Majakowskis für die „ROSTA“. Im Juni 1920 übersiedelte er nach Berlin. Hier erwarb er ein eigenes Atelier und war weiterhin künstlerisch tätig.
In zweiter Ehe lebte er mit Elena Schiemann, geb. Weger (* 1897 in Moskau), der Mutter des gemeinsamen Sohnes Alexander (* 1925 in Berlin). Schiemann übersetzte laufend für die sowjetische Handelsgesellschaft, die Komintern und – nach der Rückkehr in die Sowjetunion – bis 1935 auch für das Volkskommissariat für Schwerindustrie. Am 5. Juli 1941 wurde Eduard Schiemann in Moskau verhaftet, der Spionage beschuldigt und nach Omsk verbracht. Am 23. Dezember 1941 wurde er zu zehn Jahren Zwangsarbeit verurteilt und starb am 16. März 1942 in einem russischen Lager. Die Rehabilitierung erfolgte am 16. Januar 1989.

## Übersetzungen von Eduard Schiemann
Die zahlreichen Übertragungen vom Russischen ins Deutsche sind chronologisch nach Erscheinungsjahr der Veröffentlichung geordnet:
- Tolstoj, Lev N.: Kindliche Weisheit: Kleine dramat. Szenen a. d. Nachlaß / Übers. v. Eduard Schiemann. München, Leipzig: Hans Sachs-Verl., 1913
- Arcybasev, Michail Petrovic: Eifersucht: Drama in fünf Akten / Einzige, berechtigte und autorisierte Übertragung aus d. Russischen von Eduard Schiemann. München, Berlin: G. Müller, 1914
- Ders.: Der Holzklotz und andere Novellen / Übertr. von Eduard Schiemann. München & Leipzig: G. Müller, 1914
- Schiemann, Eduard: Der letzte Schritt. Novellen vom Grafen A. N. Tolstoi. Einzig berechtigte und autorisierte Übertragung aus dem Russischen von Eduard Schiemann. Bd. 1. München: G. Müller, 1914
- Vinnicenko, Volodomir: Ehrlich zu sich selbst: Roman / Übers. aus d. Ukrainischen von Eduard Schiemann. München: G. Müller, 1914
- Dybenko, Pavel Efimovic: Die Rebellen: Erinnerungen aus der Revolutionszeit / Dt. von Eduard Schiemann. Hamburg: Carl Hoym Nachf. Louis Cahnbley, 1923
- Ivanov, Vsevolod Vjac: Farbige Winde: Erzählung / Dt. v. Eduard Schiemann. Umschlagzeichn. v. Karl Holtz. Hamburg: Carl Hoym Nachf. Louis Cahnbley, 1923
- Ders.: Panzerzug Nr. 14–69: Erzählung / Dt. v. Eduard Schiemann. Hamburg: Carl Hoym Nachf. Louis Cahnbley, 1923
- Libedinsky, Jurij Nikolaevic: Eine Woche / Dt. v. Eduard Schiemann. Hamburg: Carl Hoym Nachf. Louis Cahnbley, 1923
- Lenin, Vladimir I.: Briefe an Maxim Gorki 1908-1913. Hrsg./Bearb.: Kamenov, L.; Schiemann, Eduard. Wien, Leipzig: Verlag f. Literatur u. Politik (O. Klemm), 1924
- Reissner, Larissa Michajlovna: Die Front: 1918-1919 / Aus d. Russ. v. Eduard Schiemann. Wien: Verl. f. Lit. u. Politik, 1924
- Popov, Aleksandr Serafimovic: Der eiserne Strom: Roman / Übers. v. Eduard Schiemann. Berlin: Neuer deutscher Verl., 1925
- Saginian, Marietta Serguona: Mess Mend oder Die Yankees in Leningrad / Übers v. Eduard Schiemann. Berlin: Neuer deutscher Verlag, 1925_(Anmerkungen: [Nebst] Sonderh. u. d. T.: Marc, Ren. T.: Mess Mend d. Leiter d. dt. Tscheka)
- Bykow, P. M.: Das Ende des Zarengeschlechts: die letzten Tage der Romanows; auf Grund unveröff. amtl. Dokumente dargest. / Übertr. aus d. Russ. v. Eduard Schiemann. Berlin: Neuer deutscher Verl., 1926
- Reissner, Larissa: Oktober: ausgewählte Schriften. Hrsg. und eingeleitet von Karl Radek. / Autorisierte Übers. aus dem Russ. von Eduard Schiemann. Berlin: Neuer Dt. Verl., 1926
- Trockij, Lev Davydovic: Europa und Amerika: 2 Reden / Übertr. a.d. Russ. v. Eduard Schiemann. Berlin: Neuer Dt. Verl., 1926
- Serafimovic, Aleksandr Serafimovic [d. i. Aleksandr Serafimovic Popov]: Der eiserne Strom: Roman aus d. russ. Revolution 1917 / Übertr. v. Eduard Schiemann. Berlin: Universum-Bücherei für alle, 1927
- Serafimovic, Aleksandr Serafimovic [d. i. Aleksandr Serafimovic Popov vereint mit Aleksandr Sergeevic Neverov d. i. Alexander Sergeevic Skrobelev]: Der eiserne Strom; Taschkent, die brotreiche Stadt / Aus d. Russ. übertr. von Eduard Schiemann. Berlin: Neuer Deutscher Verl., 1929
- Ders.: Der eiserne Strom / Vereinigt mit Aleksandr Sergeevic Neverov: Taschkent, die brotreiche Stadt: [Roman] / Aus d. Russ. übertr. Von Eduard Schiemann. Berlin: Universum-Bücherei für Alle, 1929
- Neverov, Aleksandr Sergeevic: Taschkent, die brotreiche Stadt / Übers. von Maria Einstein. Vereinigt mit Aleksandr Serafimovic: Der eiserne Strom / Übers. von Eduard Schiemann. 2. durchges. Aufl. Berlin: Neuer Deutscher Verlag, 1929
- Fadejew, Alexander Aleksandrovic: Der letzte Udehe: Roman / Übers. aus d. Russ. v. Eduard Schiemann. Wien, Berlin: Verl. f. Lit. u. Politik, (1932)
- Ders.: Der letzte Udehe: Roman / Übers. v. Eduard Schiemann. Moskau: Verlagsgenossenschaft ausländ. Arbeiter in d. UdSSR, 1932
- Scholochow, Michail A.: Neuland unterm Pflug: Roman / Einzig autoris. Übertr. aus d. Russ. v. Eduard Schiemann unter Red. v. Herwarth Walden. Zürich: Ring-Verl., 1933
- Furmanov, Dmitrij Andreevic: Tschapajew: Roman / Übertr. v. Eduard Schiemann. Unter Red. v. Anne Bernfeld. Moskau; Leningrad: Verl.-Genossensch. Ausländ. Arbeiter in d. UdSSR, 1934
- Ders.: Tschapajew: Roman / Übertr. v. Eduard Schiemann. Unter Red. v. Anne Bernfeld. Zürich: Ring-Verl., 1934
- Scholochow, Michail Aleksandrovic: Neuland unterm Pflug: Roman / Einzige autor. übertr. aus d. Russ. von Eduard Schiemann. Moskau [usw.]: Verl.-Genossenschaft Ausländ. Arbeiter in d. UdSSR, 1934